# Korani-je Sofla
Korani-je Sofla (pers. كراني سفلي) – wieś w zachodnim Iranie, w ostanie Kermanszah. W 2006 roku miejscowość liczyła 535 mieszkańców w 129 rodzinach.